# Micronia obliterata
Micronia obliterata är en fjärilsart som beskrevs av Warren. Micronia obliterata ingår i släktet Micronia och familjen Uraniidae. Inga underarter finns listade i Catalogue of Life.